# Obervisse
Obervisse là một commune trong tỉnh Moselle, vùng Grand Est đông bắc nước Pháp.